# Pa-O
Els Pa-O o Pa'O (coneguts també com a Taungthu o com a karens vermells) són una minoria de Myanmar que habita principalment l'estat Shan. Són uns 60.000, de religió budista. Ètnica i lingüísticament els Pa-O estan emparentats amb la nació Karen. El 1901 els taungthus eren 168.301 i avui dia es creu que són uns 600.000. L'antic principat de Hsahtung estava governat i poblat pels taungthus.
Els pa-os parlen una llengua emparentada al karen i una escriptura pròpia. S'anomenen a si mateixos pa-os però els birmans els diuen taungthus. Els seus vestits són similars als dels xans però les dones Pa-O porten un turbant vermell molt característic. Són budistes però de vegades practiquen el culte als esperits.

## Història

Bandera nacional Pa-O (de facto)

Una llegenda diu que al segle xi el seu rei, resident a Thaton, fou capturat i portat captiu a l'alta Birmània i el seu regne dispersat; els taungthus que van emigrar al nord van formar el principat de Hsahtung.
Els Pa-O van rebutjar la unió a Birmània el 1947, i també que el seu territori quedés integrat dins l'estat Shan sota sobirania d'alguns prínceps pels que es consideraven oprimits.

## Esdeveniments polítics moderns
El 1929 es va produir la primera rebel·lió dels pa-os contra els prínceps shan. El 1947 es va formar el Partit de la Unitat Pa-O (Pa-O Unity Party) que fou prohibit sota pressió dels prínceps shan; això va provocar la resposta dels nacionalista pa-os que van fer esclatar una bomba al festival Tabaung celebrat a Ho Pong el març de 1948. Aquest fet va desencadenar la repressió i molts joves pa-os actius políticament van haver de passar a la clandestinitat.
El 1948 l'Organització Nacional de Defensa Kayin, a l'estat Karenni, en el marc de la guerra contra els invasors birmans de l'estat, va atacar el districte de Thaton i el líder pa-o de la zona, Hla Pe, va combatre amb els Karenni, i va entrar a Taunggyi el 1949. Llavors molts pa-os de l'Estat Kayah i de l'Estat Shan es van unir als revoltats i es va formar el Front d'Alliberament Nacional Pa-O (Pa-O National Liberation Front) que l'11 de desembre de 1949 va iniciar la lluita armada però el juliol de 1950 es van sotmetre al govern i foren legalitzats constituint a l'agost del mateix any la Lliga Nacional Pa-O (Pa-O National League.
Un dels líders d'aquesta organització, Bo Chan Sone, fou detingut acusat de subversió, i encara que el 1951 fou alliberat, el grup va reiniciar la lluita armada, passant els seus caps a la clandestinitat. El 5 de maig de 1958 un miler de combatents dirigits per Thaton Hla Pe i per Bo Chan Sone es van sotmetre altra vegada i van esdevenir altra vegada un moviment legal, sota el nom de Front d'Alliberament Nacional Pa-O (Pa-O National Liberation Front). El 1964 aquest grup va contactar amb altres grups armats, i llavors el seu líder Bo Chan Sone i d'altres líders van ser detinguts i passant altra vegada a la clandestinitat i reiniciant la lluita armada el 1967.
El febrer de 1968, el Front d'Alliberament Pa-O es va aliar a altres grups de les minories dels Shan, Padaung i Kayah que havien format l'Exèrcit d'Alliberament de l'Estat Shan, i de la unió va sorgir el Front d'Alliberament de l'Estat Shan. El 1969 el Pa-O Liberation Front estava actiu al area de Kyauktalone-Pinlaung. No van tardar a sorgir diferències amb els altres grups aliats que van arribar a enfrontaments armats oberts entre ells, i el 1970 els pa-os van formar un nou moviment anomenat Grup d'Alliberament Popular de les Nacionalitats de l'Estat Shan, i es van aliar al Partit Comunista de Birmània, essent actius a les àrees de Taunggyi, Pinlaung i Loilem. Aquest partit aviat prengué el control polític del grup, que va tornar a canviar de nom a Exèrcit Popular d'Alliberament de les races nacionals de l'Estat Shan (segles angleses PLANRSS). El PLANRSS es va dividir el 1973 en dues faccions: una favorable al Partit Comunista i una de nacionalista, dirigida per Thaton Hla Pe i per U Aung Kham Ti, que es van separar amb els seus soldats i van constituir l'Exèrcit Popular d'Alliberament de les Races Nacionals de l'Estat Shan, facció blanca, per distingir-se de l'altra facció que era coneguda com l'Exèrcit Popular d'Alliberament de les Races Nacionals de l'Estat Shan, facció roja. Aquesta darrera es va convertir en part del Shan State Nationalities Peoples Liberation Group i l'abril de 1976 va enviar a 200 homes al Comitè central del partit comunista com a reforç i al mateix temps per ser equipats amb armes i entrenament polític i militar. També va formar aliances amb grups propers del comunistes con el Kayan New Land Party i el Kayinni National People's Liberation Front, i va ser actiu a les àrees a l'est de Pon Chaung, a l'est del llac Inle, i a la frontera entre els Estats Shan i Kayah. l'Exèrcit Popular d'Alliberament de les races nacionals de l'Estat Shan, facció blanca es va convertir el 1977 en l'Organització Nacional Pa-O (Pa-O National Organization, PNO) i va operar a les àrees del Inle, Pinlaung (Loilong), Hsihseng (Hsatung) i Hopong.
El PNO es va integrar en el Front Nacional Democràtic (NDF) i a l'Aliança Democràtica de Birmània (Democratic Alliance of Burma, DAB) formada el 1989. Els grups armats nacionals van abandonar la tutela del Partit Comunista el 1989 però la Shan State Nationalities People's Liberation Group facció roja, coneguda com els pa-os rojos, va continuar la seva lluita al sud de l'Estat Shan i a l'Estat Kayah. La Pa-O National Organization (PNO) volia la pau, i el seu líder, Aung Kham Hti, va ordenar el desarmament dels estudiants de l'All Burma Students Democratic Front (ABSDF), que el 1988 s'havien unit a la guerrilla i combatien al costat dels pa-os; els estudiants van ser expulsats de territori pa-o i es va desenvolupar una campanya política per la pau entre els pao del nord de l'Estat Shan; els que vivien al sud de l'estat, dirigits per U San Aung i U Kyaw Thein, també van ser favorables a la pau i des del 1990 van demanar al president de la PNO, U Aung Kham Hti, que inicies negociacions de pau.
L'1 de gener de 1991 es va decidir obrir converses de pau generals. Una reunió important va tenir lloc el 18 de febrer de 1991. El 25 de febrer de 1991 les dues parts, govern i PNO, es van reunir a Taunggyi. El 21 de març de 1991 la PNO va reagrupar les seves forces i es va retirar del National Democratic Front (NDF) i de la Democratic Alliance of Burma (DAB). El 26 de març de 1991 una reunió de la PNO al llogaret de Hti Yi, al area de Kyauktalone, amb 200 representants pa-os, va decidir assumir la pau a canvi de programes de desenvolupament del govern. El 18 d'abril de 1991 el representant del govern Tt. General Khin Nyunt i el Cap del Comandament Oriental es van reunir amb els representants pa-os dirigits pel president de la PNO, U Aung Kham Hti. L'organització es va convertir en partit polític legal el 24 de maig de 1991 i la regió fou declarada part de la Southern Shan State Special region amb capital a Kyauk Ta Long i amb dret a programes de desenvolupament. La PNO va rebre diners i aliments i una bàsica infraestructura econòmica pel desenvolupament de mines, pedres precioses, agricultura, construcció, infraestructura turística, etc. Els 1400 soldats pa-o van entregar les armes.
La decisió de la PNO va provocar moviments a la Shan State Nationalities People's Liberation Group (l'anomenada abans facció roja), sotmès a la pressió popular per ajustar la pau. Amb la mediació de la PNO el membre del Comitè central del Shan State Nationalities People's Liberation Group, Tun Thit, va iniciar converses amb la Junta Militar (Tatmadaw) l'1 de febrer de 1994. Del 3 al 5 de febrer de 1994, una assemblea nacional va tenir lloc al llogaret de Naung Htaw, al area de Hsihseng (Hsatung), on el vicepresident del grup, U Sein Shwe i 150 seguidors, 150 monjos budistes, i 2500 residents locals, van decidir la pau.
U Sein Shwe va enviar al seu representant Tun Chit a una entrevista amb membres del Tatmadaw, i el 6 de març de 1994 es va celebrar una reunió a Hsihseng. A la següent reunió van acudir els alts dirigents del grup encapçalats pel seu secretari general U Soe Aung Lwin, amb una carta del president U Tartale acceptant la pau a canvi del desenvolupament econòmic de la zona. Una altra reunió el 23 de maig de 1994 va decidir l'abandonament de la lluita armada. El 20 i 21 de juny de 1994 una nova reunió a Taunggyi va decidir alguns detalls de reagrupació i entrega de les armes. El 4 de juliol de 1994 U Sein Shwe i U Soe Aung Lwin van notificar que el president U Tartale estava de visita als quarters de la Karen National Union (el principal grup combatent e Myanmar) a Manaplaw i l'11 d'agost de 1994 van indicar que l'Aliança Democràtica de Birmània (Democratic Alliance of Burma, DAB) exercia pressió sobre U Tartale per retardar el procés de pau, i, a més, degut a la falta de finançament, el president U Tartale no podia retornar de moment. El 25 d'agost de 1994, una reunió a Taunggyi va acordar la legalització del Shan State Nationalities People's Liberation Group i que l'entrega de les armes es faria inclòs si el president U Tartale no arribava a temps. Finalment, amb ajuda del govern de Myanmar, U Tartale va aconseguir sortir de Manaplaw i arribar a Taunggyi el 20 de setembre de 1994, i es va reunir amb oficials del Tatmadaw. 3.148 membres del Shan State Nationalities People's Liberation Group van entregar les armes en una cerimònia a Hsi Hseng el 9 d'octubre de 1994 amb assistència del Tt. General Khin Nyunt, alguns ministres, caps de departaments governamentals i altres oficiales d'alt rang. Es va facilitar al SSPLG assistència econòmica (diners, aliments, etc.) fixant-se la seu del grup en Naung Htaw.